# ناحیه دیتر، شهرستان روزو، مینه سوتا
ناحیه دیتر (به انگلیسی: Dieter Township) یک منطقهٔ مسکونی در ایالات متحده آمریکا است که در شهرستان روسو، مینه‌سوتا واقع شده‌است.
 ناحیه دیتر ۱۱۵٫۰ کیلومتر مربع مساحت و ۱۶۲ نفر جمعیت دارد و ۳۱۷ متر بالاتر از سطح دریا واقع شده‌است.